# Meiodiscaceae
Meiodiscaceae, porodica crvenih algi, dio reda Palmariales. Postoje 5 priznatih rodova s 9 vrste

## Rodovi
1. Kallymenicola J.R.Evans & G.W.Saunders, 3
2. Meiodiscus G.W.Saunders & McLachlan, 2
3. Rhodophysemopsis Masuda, 2
4. Rubrointrusa S.L.Clayden & G.W.Saunders, 1
5. Torngatum G.W.Saunders, 1